# Giulio Ciotti
Giulio Ciotti (né le 5 octobre 1976 à Rimini) est un athlète italien, spécialiste du saut en hauteur.

## Biographie
Giulio Ciotti est le jumeau monozygote de Nicola Ciotti, également sauteur en hauteur (2,31 m).
Son club est Les Fiamme Azzurre. Il a remporté la médaille d'argent des Jeux méditerranéens en 2001.
Il est éliminé lors des qualifications des Championnats d'Europe 2002 de Munich.
A 38 ans, il franchit encore 2,20 m à Nembro le 16 mai 2015.

## Palmarès
| Date | Compétition                       | Lieu     | Résultat | Marque |
| ---- | --------------------------------- | -------- | -------- | ------ |
| 2001 | Jeux méditerranéens               | Radès    | 2e       | 2,19 m |
| 2006 | Championnats du monde en salle    | Moscou   | 7e       | 2,26 m |
| 2006 | Coupe d'Europe des nations        | Malaga   | 2e       | 2,29 m |
| 2006 | Championnats d'Europe             | Göteborg | 10e      | 2,27 m |
| 2009 | Jeux méditerranéens               | Pescara  | 5e       | 2,24 m |
| 2009 | Championnats du monde             | Berlin   | 11e      | 2,23 m |
| 2010 | Championnats d'Europe par équipes | Bergen   | 5e       | 2,22 m |

## Records
| Épreuve         | Épreuve      | Performance | Lieu           | Date                           |
| --------------- | ------------ | ----------- | -------------- | ------------------------------ |
| Saut en hauteur | En plein air | 2,31 m      | Viersen Formia | 2 juillet 2006 23 juillet 2009 |
| Saut en hauteur | En salle     | 2,31 m      | Hustopeče      | 21 janvier 2006                |